# Canthon rzedowskii
Canthon rzedowskii là một loài bọ cánh cứng trong họ Bọ hung (Scarabaeidae).